# موریس ساموئل
موریس ساموئل (زاده ۸ فوریه ۱۸۹۵ – درگذشته ۴ مه ۱۹۷۲) رمان‌نویس، مترجم و سخنران یهودی اهل رومانی، بریتانیایی و آمریکایی بود.

## زندگی‌نامه
ساموئل در ماسین، شهرستان تولچا، رومانی، در خانواده ایزاک ساموئل و فانی آکر به دنیا آمد. پدر و مادرش در خانه به زبان ییدیش صحبت می‌کردند و او در سنین پایین به یهودیان و زبان ییدیش علاقه‌مند شد. این بعدها انگیزه بسیاری از کتابهایی شد که او در بزرگسالی نوشت. در نهایت، ساموئل انگلستان را ترک کرد و به ایالات متحده مهاجرت کرد و در شهر نیویورک ساکن شد. او در طول جنگ جهانی اول در ارتش ایالات متحده خدمت کرد.
ساموئل که یک روشنفکر و نویسنده یهودی است، بیشتر به خاطر کتاب «شما غیریهودیان» که در سال ۱۹۲۴ منتشر شد، شهرت دارد. بیشتر آثار او مربوط به یهودیت یا نقش یهودیان در تاریخ و جامعه مدرن است، اما او همچنین داستان‌های متعارف تری نوشت، مانند وب لوسیفر، که در دوران حکومت بورجیاس در ایتالیا رنسانس می‌گذرد، و رمان علمی فانتزی- تخیلی شیطانی که شکست خورد. ساموئل همچنین کتاب غیرداستانی King Mob را با نام مستعار "Frank K. Notch" نوشت. او و آثارش در طول زندگی‌اش در جامعه یهودی مورد تحسین قرار گرفتند، از جمله جایزه کتاب انیسفیلد-وولف در سال ۱۹۴۴ برای اثر غیرداستانی‌اش، دنیای شولوم آلیکم دریافت کرد. او پس از مرگ در سال ۱۹۷۲ جایزه Itzik Manger را برای ادبیات ییدیش دریافت کرد.
ساموئل در سال ۱۹۷۲ در سن ۷۷ سالگی در شهر نیویورک درگذشت.

## آثار منتشر شده

### داستان
- بیرونی (۱۹۲۱)
- هر چه خدایان (۱۹۲۳)
- فراتر از زن (۱۹۳۴)
- وب لوسیفر (۱۹۴۷)
- شیطان که شکست (۱۹۵۲)
- مصلوب دوم (۱۹۶۰)

### غیر داستانی
- شما غیریهودیان (۱۹۲۴)
- من یهودی (۱۹۲۷)
- آنچه در فلسطین رخ داد: رویدادهای اوت ۱۹۲۹: پیشینه و اهمیت آنها
- کینگ موب: مطالعه ذهن امروزی (۱۹۳۱)
- در حاشیه بیابان: درگیری در فلسطین (۱۹۳۱)
- یهودیان در تأیید (۱۹۳۲)
- نفرت بزرگ (۱۹۴۰)
- دنیای شولوم آلیکم (۱۹۴۳)
- برداشت در صحرا (۱۹۴۴)
- Haggadah of Passover (1947) (ترجمه)
- شاهزاده گتو (۱۹۴۸)
- جنتلمن و یهودی (۱۹۵۰)
- سطح نور خورشید (۱۹۵۳)
- پروفسور و فسیل (۱۹۵۶)
- برخی از افراد کتاب (۱۹۵۵)
- کمی می‌دانستم: خاطرات و بازتاب‌ها (۱۹۶۳)
- تهمت خونی: تاریخچه عجیب پرونده بیلیس (۱۹۶۶)
- نور بر اسرائیل (۱۹۶۸)
- در ستایش ییدیش (۱۹۷۱)
- در آغاز، عشق: گفتگوها در مورد کتاب مقدس (همکاری) (۱۹۷۵)